# Альбіон Рахмані
Альбіон Рахмані (алб. Albion Rrahmani, нар. 31 серпня 2000, Подуєво) — косовський футболіст, нападник чеського клубу «Спарта» (Прага).
Виступав, зокрема, за клуби «Мінаторі» та «Рапід» (Бухарест), а також національну збірну Косова.
Дворазовий чемпіон Косова. Володар Суперкубка Косова.

## Клубна кар'єра
Народився 31 серпня 2000 року в місті Подуєво. Вихованець футбольної школи клубу «Ллапі».
У дорослому футболі дебютував 2019 року виступами за команду «Мінаторі», в якій провів один сезон. 
2020 року перейшов спочатку до «Башкімі Коретін», а згодом до клубу «Малішево».
2021 року уклав контракт з клубом «Балкані» (Теранде), у складі якого провів наступні два роки своєї кар'єри гравця.  Більшість часу, проведеного у складі «Балкані», був основним гравцем атакувальної ланки команди. У складі «Балкані» був одним з головних бомбардирів команди, маючи середню результативність на рівні 0,49 гола за гру першості. Двічі поспіль, у 2022 і 2023 роках, вигравав футбольну першість Косова. При цьому у сезоні 2022/23 із 22 голами ставав найкращим бомбардиром чемпіонату.
З 2023 року один сезон захищав кольори румунського «Рапіда» (Бухарест), після чого став гравцем чеської «Спарти» (Прага).

## Виступи за збірну
2023 року дебютував в офіційних матчах у складі національної збірної Косова.
| Дата       | Місто            | Господарі | Результат | Гості   | Турнір                               | Голи | Примітки |
| ---------- | ---------------- | --------- | --------- | ------- | ------------------------------------ | ---- | -------- |
| 12-9-2023  | Бухарест         | Румунія   | 2 – 0     | Косово  | Відбір до ЧЄ 2024                    | -    | 82'      |
| 12-10-2023 | Андорра-ла-Велья | Андорра   | 0 – 3     | Косово  | Відбір до ЧЄ 2024                    | -    | 66'      |
| 22-3-2024  | Єреван           | Вірменія  | 0 – 1     | Косово  | товариський матч                     | -    | 84'      |
| 26-3-2024  | Будапешт         | Угорщина  | 2 – 0     | Косово  | товариський матч                     | -    | 83'      |
| 5-6-2024   | Осло             | Норвегія  | 3 – 0     | Косово  | товариський матч                     | -    | 35'      |
| 6-9-2024   | Приштина         | Косово    | 0 – 3     | Румунія | Ліга націй УЄФА 2024-2025 - 1-й етап | -    | 66'      |
| 9-9-2024   | Ларнака          | Кіпр      | 0 – 4     | Косово  | Ліга націй УЄФА 2024-2025 - 1-й етап | 1    | 46'      |
| Усього     |                  | Матчів    | 7         |         | Голів                                | 1    |          |

## Титули і досягнення

### Командні
- Чемпіон Косова (2):

«Балкані» (Теранде): 2021-2022, 2022-2023
- Володар Суперкубка Косова (1):

«Балкані» (Теранде): 2023

### Особисті
- Найкращий бомбардир чемпіонату Косова (1):

2022-2023 (22 голи)